# NGC 6519
NGC 6519 is een open sterrenhoop in het sterrenbeeld Boogschutter. Het hemelobject werd op 18 oktober 1860 ontdekt door de Duitse astronoom Johann Friedrich Julius Schmidt. NGC 6519 bevindt zich op een halve graad ten westzuidwesten van de dubbelster en variabele ster W Sagittarii en iets minder dan een derde van een graad ten noorden van de bolvormige sterrenhoop NGC 6522.